# سیسیل رومر
سیسیل رومر (انگلیسی: Cecil Romer؛ ۱۴ نوامبر ۱۸۶۹ – ۱ اکتبر ۱۹۶۲) فرد نظامی اهل بریتانیا بود. وی همچنین برندهٔ جوایزی همچون نشان حمام و نشان امپراتوری بریتانیا شده‌است.